# Сергеевское сельское поселение (Новгородская область)
Сергеевское сельское поселение — упразднённое с 12 апреля 2010 года муниципальное образование в Парфинском муниципальном районе Новгородской области России.
Административный центром была деревня Сергеево.
Территория, на которой находилось сельское поселение, расположена в центре Новгородской области, к югу от пгт. Парфино. По этой территории протекает река Ловать.

## История
Статус, границы муниципального образования — Сергеевское сельское поселение, а также наименование органов местного самоуправления установлены в соответствии с областным законом № 354 от 2 декабря 2004 года, а в соответствии с областным законом № 428-ОЗ от 10 марта 2005 года было установлено наименование представительного органа поселения, а также наименование главы поселения и администрации. Административно-территориальная единица — Сергеевское сельское поселение (Сергеевское поселение) было образовано в соответствии с законом Новгородской области об административно-территориальном устройстве области от 11 ноября 2005 года № 559-ОЗ.
В соответствие областному закону № 723-ОЗ от 30 марта 2010 года Сергеевское сельское поселение было упразднено, а населённые пункты прежнего поселения вошли в состав вновь образованного Федорковского сельского поселения, в которого кроме упразднённого Сергеевского и прежнего Федорковского сельского поселения, вошли населённые пункты также упразднённых с 12 апреля 2010 года муниципальных образований Парфинского муниципального района: Лажинского сельского поселения и Юрьевского сельского поселения.

## Населённые пункты
На территории сельского поселения были расположены 12 населённых пунктов — посёлок при станции Парфино и 11 деревень: Гонцы, Гридино, Дретёнка, Ершино, Зубакино, Лазарицы, Лазарицкая Лука, Плешаково, Редцы, Рудново и Сергеево.

## Транспорт
По территории прежнего сельского поселения проходят пути Октябрьской железной дороги линии Бологое-Московское — Старая Русса — Дно-1. Есть автодорога вдоль левого берега Ловати из Сергеево до деревни Редцы.